# Christian Mayer (Physiker)

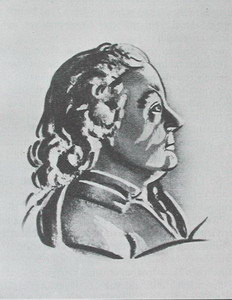
Christian Mayer

Christian Mayer (* 20. August 1719 in Mederitz, Mähren; † 16. April 1783 in Mannheim) war ein deutscher Experimentalphysiker, Astronom, Geodät, Kartograph und Meteorologe. Mayer war Jesuit.

## Leben
Nach dem Studium der Theologie in Mainz trat er 1745 in den Jesuitenorden ein. Danach absolvierte er weitere Studien und arbeitete zunächst als Lehrer für Mathematik und alte Sprachen in Aschaffenburg. Im Jahre 1751 wurde er zunächst als Professor für Philosophie an der Universität Heidelberg berufen, und 1752 wechselte er auf den ersten Lehrstuhl für experimentelle Physik an derselben Universität.

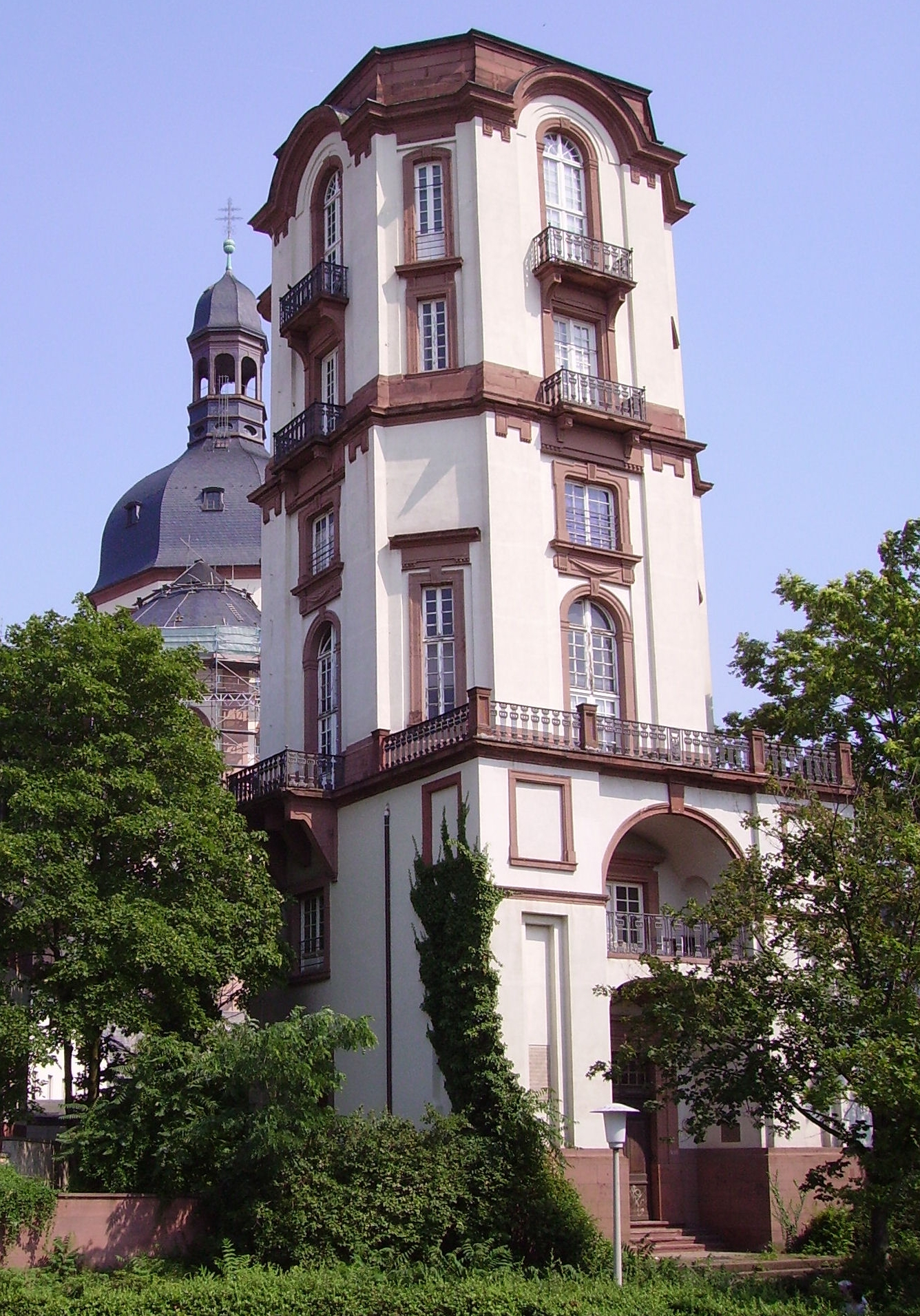
Mannheimer Sternwarte

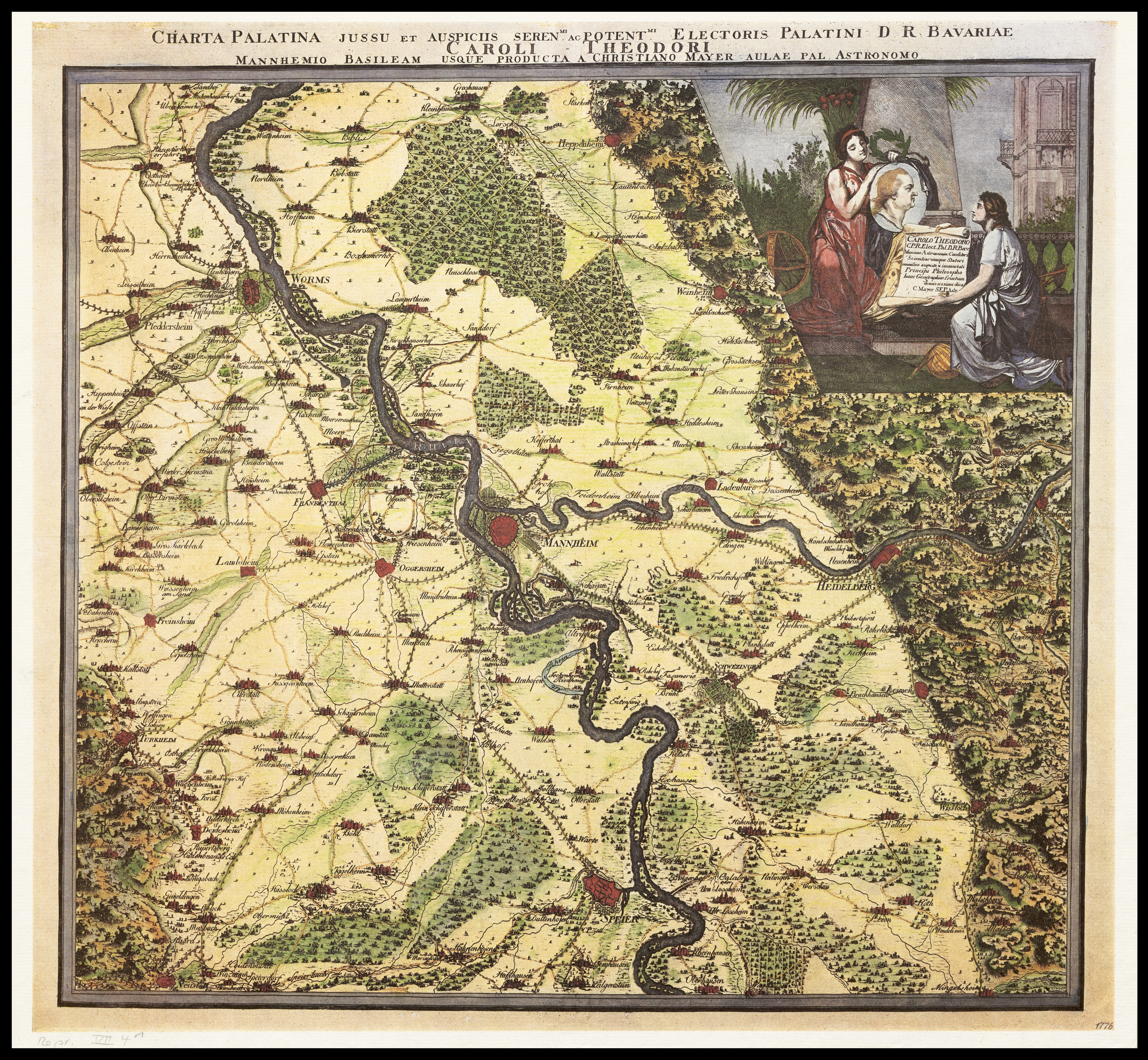
Charta Palatina

Bei einem Aufenthalt in Paris, zwecks Studium der Wasserversorgung, lernte er die dortigen Astronomen Nicolas-Louis de Lacaille, Joseph-Jérôme de Lalande, César François Cassini de Thury und Pierre Bouguer kennen und erlernte den Gebrauch von astronomischen und geodätischen Geräten. Er beobachtete 1759 die erste vorhergesagte Wiederkehr des Kometen 1P/Halley mit seinen Geräten, einen Venustransit am 6. Juni 1761 im Schwetzinger Schlossgarten sowie am 16. August 1765 und am 24. Juni 1778 partielle Sonnenfinsternisse.
Im Jahre 1763 wurde Mayer von Karl Theodor zum kurfürstlichen Hofastronomen ernannt. Im Jahr 1768 wurde er zum Mitglied der Leopoldina gewählt. 1769 wurde Mayer nach Sankt Petersburg eingeladen zur Beobachtung des Venusdurchgangs am 3. Juni 1769. Er initiierte 1771 den Bau der Mannheimer Sternwarte, deren Gründungsdirektor er wurde. 1773 wurde Mayer in Mannheim von der Kurpfälzischen Akademie der Wissenschaften zum außerordentlichen Mitglied ernannt. Seine geodätische Vermessung der Kurpfalz veröffentlichte er in Basis Palatina (1763) und Charta Palatina (1773).
Im Jahre 1774 bestellte er den achtfüßigen Mauerquadranten beim Instrumentenbauer John Bird in London, mit dem die Kulminationshöhen von Gestirnen beobachtet werden sollten. 1775 beobachtete Mayer eine Saturnbedeckung sowie im Jahre 1776 die Bedeckung des Sterns Aldebaran durch den Mond. In den Jahren 1776 und 1777 entdeckten Mayer und sein Mitarbeiter Johann Metzger über hundert Doppelsterne. Mayer erkannte, dass es sich um zusammengehörende Sternsysteme, Fixsterntrabanten, handelt, die um einen gemeinsamen Schwerpunkt kreisen. Dies war eine der ersten und wichtigen Erkenntnisse der Stellarastronomie. Seit 1778 war er auswärtiges Mitglied der Bayerischen Akademie der Wissenschaften.
Die Volkssternwarte Schriesheim trägt seinen Namen, einige Exponate seiner Sternwarten sind im Technoseum in Mannheim ausgestellt. Auf der Kurpfälzer Meile der Innovationen ist ihm seit 2019 eine Bronzeplatte gewidmet.
Der Mondkrater C. Mayer ist nach ihm benannt.

## Schriften (Auswahl)
- Pantometrum Pacechianum, seu instrumentum novum pro elicienda ex una statione distantia loci inaccessi, Mannheim 1762
- Basis Palatina, Mannheim 1763
- Expositio De Transitv Veneris Ante Discvm Solis D. 23. Maii 1769[2], St. Petersburg 1769 (Digitalisat)
- Nouvelle méthode pour lever en peu de temps et à peu de frais une carte générale et exacte de toute la Russie, St. Petersburg 1770
- Charta Palatina, 1773
- Tables d'aberration et de mutation, Mannheim 1778
- Gründliche Vertheidigung neuer Beobachtungen von Fixsterntrabanten welche zu Mannheim auf der kurfürstl. Sternwarte entdecket worden sind, Mannheim 1778
- De novis in coelo sidereo phaenomenis in miris stellarum fixarum comitibus Mannhemii, Mannheim 1779 (Digitalisat)
- Observations de la Comète de 1781. In: Acts Acad. Petropolit., 1782